# Bernard Sarrieu
Bernard Sarrieu est né le 29 juin 1875 à Montauban, où il est mort le 5 janvier 1935. Il est enterré à Saint-Mamet, village de ses ancêtres. 

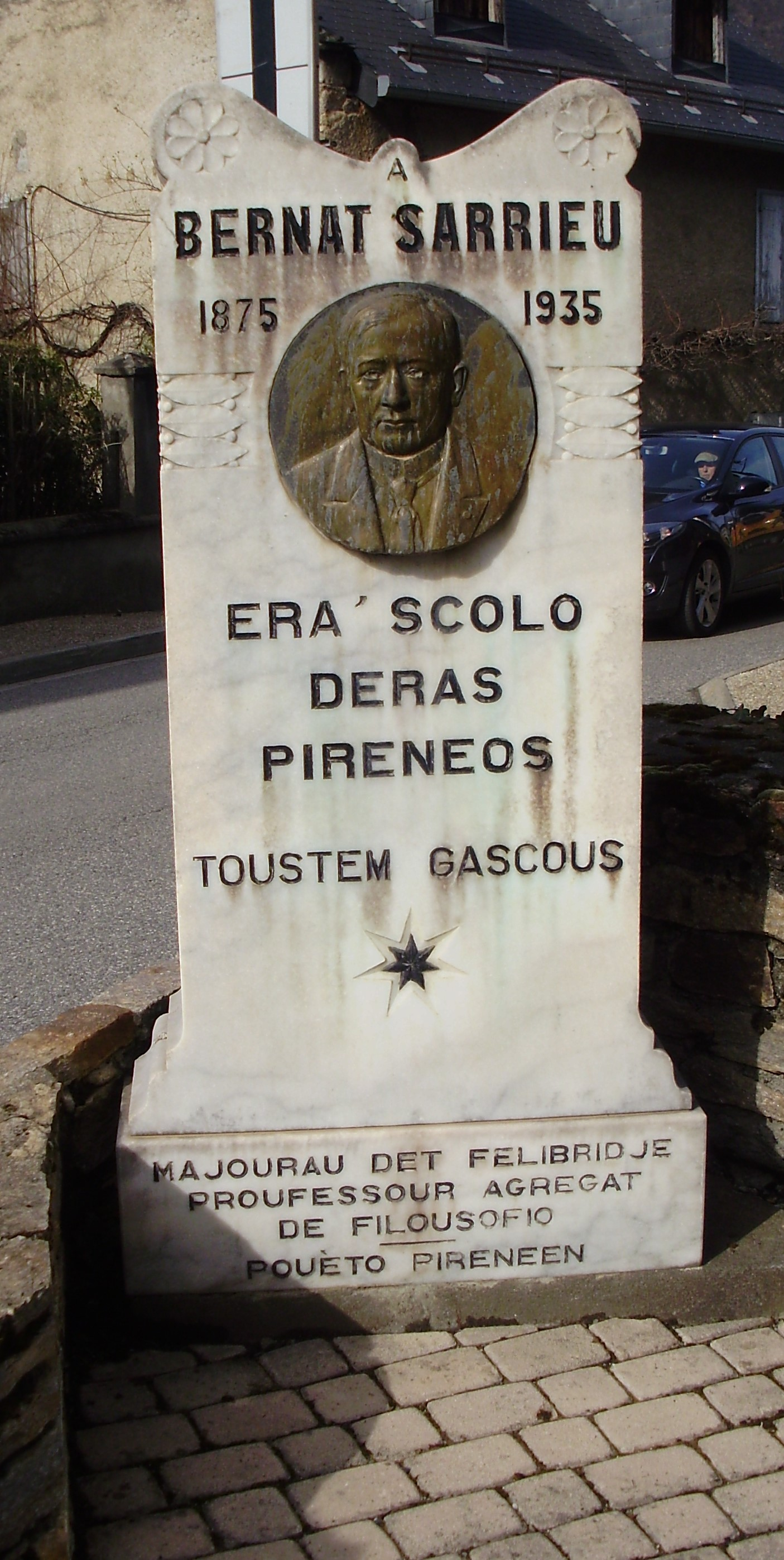
Stèle de Bernard Sarrieu à Saint Mamet

C'est un écrivain et surtout un linguiste gascon, qui étudia notamment le parler de Bagnères-de-Luchon dont il publia une étude dans la Revue des Langues Romanes. Il était professeur agrégé de philosophie et un des membres fondateurs de l'Escolo deras Pireneos.

## Biographie
Enfant, il écrivait des poèmes en luchonnais, et malgré une santé fragile a fait des études brillantes, bachelier avec mention et reçu dans les premiers à l'École Normale Supérieure. Il aurait été un condisciple de Charles Péguy .
Issu d'une famille d'enseignants - son père devint le directeur de l'école normale de Montauban- , il apprend le gascon luchonnais, à Saint-Mamet, et le languedocien à Montauban.
Ses écrits ne sont pas encore rédigés avec une orthographe classique, mais en graphie mistralienne.
Adelin Moulis voyait en lui le "Mistral de la Gascogne".

## Félibrige
Influencé par Frédéric Mistral il est d'abord membre de l'Escolo Moundino de Toulouse, et il publia des articles dans sa revue, Tèrra d'òc.
Il fonde en 1904 à Saint-Gaudens l'Escòlo deras Pirenéos, qu'il enregistre comme une école félibréenne, telle l'Escòla Gaston Fèbus et l'Escolo Moundino pour le Comminges, le Couserans, le Nébouzan, les Quatre-Vallées et le Val d'Aran. Il crée une revue mensuelle, en 1905, Era Bouts dera Mountanho et un almanach, en 1908, l'Armanac dera Mountanho, dont la parution sera interrompue pendant la guerre, jusqu'en 1922.
Il cherche à développer l'activité de l'école, en appliquant les mêmes recettes que celles de Mistral: concours, revues, jeux floraux, félibrées...
Il est élu Majoral du Félibrige sur proposition de Frédéric Mistral en 1910.

## Sociétés savantes
Il était notamment: 
- membre de l'Académie de Montauban[Laquelle ?] de 1913 à 1935 (secrétaire jusqu'en 1929),
- membre de la Société archéologique du Tarn-et-Garonne (dans laquelle il fréquentait Antonin Perbosc),
- membre de la Société des études du Comminges, et plus précisément du comité qui s'occupait de toponymie et de topographie pyrénéennes
- premier vice-président de la société Julien Sacaze depuis sa création en 1922 jusqu'à sa propre mort en 1935.

## Œuvres
Beaucoup d’œuvres sont restées manuscrites et n'ont pas été publiées.
- études de linguistique romane, notamment sur le luchonnais (morphologie, syntaxe, phonologie, lexique, etc.) dont un dictionnaire savant du luchonnais conservé aux archives de Saint-Gaudens ;
- Bernard Sarrieu, « Le parler de Bagnères-de-Luchon et de sa vallée », Revue des langues romanes, Société d'étude des langues romanes,‎ 1902, p. 25 ssq (lire en ligne)
- des études d'onomastique et surtout de toponymie et de topographie pyrénéennes fondées sur ses connaissances des langues anciennes et modernes dans le cadre de la société des études du Comminges;
- des études d'histoire locale et d'ethnographie ;
- des éditions savantes de textes anciens, comme La Margalide Gascoue (1604) du poète Bertrand Larade (de nombreuses erreurs d'édition ont été signalées par Jean-Claude Dinguirard[5]) ;
- des publications d'œuvres contemporaines d'auteurs gascons (« revues et corrigées » de sa main).

En gascon:
- Era garlando. Bagnères-de-Luchon, Sarthe (1903)
- Piréno : tragedió imitado des tragediéz elleniques. En Luchounés, dap cors en Larboustés è musico. Bagnères-de-Luchon, Sarthe (1905).
- Te perdu : pastorale luchonnaise (1910)
- Sént Mamèt, et grand martir (mistèri en 5 actes, 1914)
- Edj arroumaire : peçoto coumico dans siés tablèus (1922).॥॥

En français:
- Ode à la vallée du Lys. Montauban, Forestié (1899)
- Ode au dieu Burbe.  Montauban, Forestié  (1900)
- La gerbe, poésies. Bagnères-de-Luchon, Sarthe (1901)
- Une langue vivante méconnue : la langue d'oc (1909)
- Le docteur Cator, félibre gascon : Sa vie et son œuvre (1924)
- La graphie de la langue d'oc et la langue commune de Occitanie in La Revue Méridionale (1924)
- L'assimilation des étrangers en France et particulièrement dans le Midi (1924)
- Observations sur l'enseignement de la langue d'oc (1929)

## Hommages

### Prix
- Primé aux Jeux Floraux de l'Escolo Moundino en 1902 pour sa pièce Era Garlando
- Églantine d'argent en 1907 aux Jeux Floraux de Toulouse pour Imnes d'Amou
- Prix Pujol en 1912 pour Era Pireneido, épopée de plus de 30000 vers et 12 chants sur des guerres (fictives) entre peuples pyrénéens au début de notre ère
- Prix Boucherie en 1900 de la Société des Langues Romanes pour son mémoire sur le parler de Bagnères-de-Luchon[6]
- Prix Boucherie en 1905 de la Société des Langues Romanes pour son étude sur le vocabulaire du canton de Luchon intitulé « Dictionnaire du parier de Bagnères-de-Luchon et de sa vallée », qui distingue le luchonnais du larboustois[7],[8].

### Divers
- Un médaillon de bronze sculpté par Jean-Marie Mengue le représente sur une stèle dans le cimetière de l'église de Saint Mamet
- À Saint-Mamet, une place porte son nom
- À Montauban, une rue porte son nom
- Le fonds Sarrieu aux archives du Conseil général de Saint-Gaudens (52J 236-237)